# Едвалду Олівейра
Едвалду Олівейра (порт. Edvaldo Oliveira; нар. 18 листопада 1963) — колишній бразильський тенісист.
Найвищу одиночну позицію світового рейтингу — 208 місце досяг 6 жовтня 1986, парну — 192 місце — 16 вересня 1985 року.

## Титули на челленджерах

### Парний розряд: (1)
| Рік  | Турнір              | Покриття | Партнер           | Суперники                     | Рахунок  |
| ---- | ------------------- | -------- | ----------------- | ----------------------------- | -------- |
| 1989 | Сан-Паулу, Бразилія | Ґрунт    | Марсело Геннеманн | Нелсон Аертс Алешандрі Осевар | 6–3, 6–3 |